# Noordse glazenmaker
De noordse glazenmaker (Aeshna subarctica) is een echte libel (Anisoptera) uit de familie van de glazenmakers (Aeshnidae). Het is een zeldzame dubbelganger van de venglazenmaker (Aeshna juncea). De soort komt voor bij vennen met hoogveenvorming. In Europa en Azië komt de ondersoort elisabethae voor, waarvan een grootvlekkige vorm (interlineata) en een kleinvlekkige vorm (elisabethae) beschreven is. De kleinvlekkige vorm lijkt sterker op de venglazenmaker dan de grootvlekkige vorm, die in Nederland algemener is. In België is de soort uiterst zeldzaam en beperkt tot enkele hoogvenen in het oosten van het land.
De wetenschappelijke naam van de soort werd in 1908 gepubliceerd door Edmund Murton Walker.

## Kenmerken
Het achterlijf is donker met een mozaïektekening van licht gekleurde vlekken. De zijkant van het borststuk is donker, met twee brede gele banden die bij de mannetjes vaak grotendeels blauwgetint zijn. Daartussen bevinden zich geelblauwe vlekjes die vaak een doorlopende smallere ‘tussenband’ vormen. Langs de voorrand van de voorste brede gele band loopt meestal nog een extra dunne lichte lijn. De zwarte lijn tussen voorhoofd en kopschild is bij de oogrand niet versmald, soms zelfs verbreed. De achterzijde van de ogen is geheel donker, zonder gele vlek. De voorrandader van de vleugels is bruin. Het mannetje maakt vaak een fletse indruk: hij heeft bruinblauwe ogen en boven op de achterlijfssegmenten twee vrij kleine, ovale, fletsblauwe vlekken aan de achterrand en twee gelige, hoekige vlekjes middenop. De voorrand van de middelste achterlijfssegmenten is vaak licht gekleurd. De kleur van de lichte vlekken op het achterlijf kan variëren van blauw en geel, tot eenkleurig gelig of bijna wit. De schouderstrepen zijn doorgaans lang en meestal hamervormig verbreed. De ogen van het vrouwtje zijn bruin met groen en de schouderstrepen zijn kort. De pterostigma's zijn donkerbruin. De achterlijfstekening is gelijk aan die van het mannetje, maar met kleinere vlekken die bovendien allemaal geel tot groen zijn.
De kleinvlekkige vorm van de noordse glazenmaker lijkt qua borststuktekening sterk op de venglazenmaker. Bovendien zijn de vlekken en streepjes op het midden van de achterlijfssegmenten kleiner, net als bij de venglazenmaker. De ondersoort is te herkennen als noordse glazenmaker aan de zwarte achterkant van de ogen, de niet smaller wordende zwarte lijn op het gezicht en de vorm van de achterlijfsaanhangsels van de vrouwtjes, maar deze kenmerken zijn in vlucht niet te zien.
De lichaamslengte van volwassen dieren ligt tussen 70 en 76 millimeter.
De larve is 37–44 mm. lang; het is een vrij grote en slanke glazenmakerlarve met een kort vangmasker (prementum) en een smalle labiale palp. De larvehuidjes zijn over het algemeen sterk glanzend en goudbruin. Het oppervlak van het achterhoofd is glad. De larvenhuidjes worden meestal enkele centimeters tot decimeters boven het veenmos gevonden, verticaal hangend aan stengels van de oevervegetatie.

## Vliegtijd
De noordse glazenmaker is een laat vliegende soort: van half juli tot oktober, met de hoofdvliegtijd van half augustus tot begin september. Ze zijn vooral ’s ochtends bij het water actief, in tegenstelling tot de venglazenmaker die vaak bij hetzelfde water voorkomt.

## Gedrag en voortplanting
De larven maken meestal drie overwinteringen door voor het uitsluipen, soms twee of vier. De eerste winter wordt doorgebracht in het eistadium, de overige winters als larve. De larven leven in drijvende veenmospakketten van vooral goed ontwikkelde hoogveenwateren, variërend van kleine door bos omsloten hoogveentjes tot grotere hoogveenslenken in meer open gebieden. Het uitsluipen gebeurt in juli tot en met september, met een piek in augustus. Volwassen noordse glazenmakers zijn regelmatig vroeg in de ochtend zonnend aan te treffen op een lichte ondergrond, bijvoorbeeld een berkenstam. Als het warm genoeg is patrouilleren de mannetjes boven het water en de oevervegetatie. In de middag vliegen veel dieren weg van het water om te jagen en te rusten op heidevelden en langs bosranden. Bij het water zijn dan vooral venglazenmakers aan te treffen. Het vrouwtje zet solitair de eitjes af in veenmossen.

## Habitat
De noordse glazenmaker vindt zijn habitat in hoogveen en vennen met hoogveenverlanding. De soort is gebonden aan plekken met drijvende veenmospakketten met daarnaast enig open water. Met uitzondering van de vindplaatsen in het Fochteloërveen, komen De Nederlandse waarnemingen vrijwel allemaal uit door berken en dennen beschutte vennen en veenputten van bos- en heidegebieden in hoogveengebieden. Aan de rand groeien vaak zeggen (Carex sp.) en witte snavelbies (Rhynchospora alba). De Nederlandse hoogveenslenken waarin de noordse glazenmaker voorkomt variëren in oppervlakte van 2 tot 50 m². In kleine gebieden zijn de dichtheden lager dan in grote. Daarom zijn de grote hoogveencomplexen van belang, aangezien van daaruit (her)kolonisatie van kleinere gebieden kan plaatsvinden. In internationaal licht zijn echter ook de ‘grote’ Nederlandse gebieden klein en kwetsbaar.

## Verspreidingsgebied
Het verspreidingsgebied van de noordse glazenmaker loopt oostelijk tot in Japan. De soort komt ook voor in Noord-Amerika maar niet in Afrika. In Europa is het een noordoostelijke soort; in Midden-Europa komt hij lokaal voor, in hooggelegen gebieden. De verspreiding in Nederland is beperkt tot hoogveenvennen in Drenthe, aangrenzend Friesland en zeer lokaal in Overijssel. Tot 1955 werd de soort ook op een paar plekken in Noord-Brabant en Limburg gevonden. In België komt de soort voor in de Hoge Venen en op het Plateau des Tailles. Tot halverwege de 20e eeuw kwam de soort ook westelijker nog voor. De laatste waarneming in de Kempen is van 1968.

## Verwante en gelijkende soorten
De meer algemeen voorkomende venglazenmaker (Aeshna juncea) lijkt sterk op de noordse glazenmaker, en beide soorten komen soms door elkaar voor. Venglazenmakers maken echter over het algemeen een minder fletse indruk. Bij de mannetjes zijn de vlekken aan de achterrand van de achterlijfssegmenten groter (hoger) en blauwer, terwijl de vlekjes halverwege de segmenten kleiner en geler zijn. De borststuktekening is bij de noordse glazenmaker doorgaans uitgebreider en fletser. De zeldzame kleinvlekkige vorm van de noordse glazenmaker heeft echter een vergelijkbare tekening op achterlijf en borststuk als de venglazenmaker, hoewel de kleuren meestal minder fel zijn. Diagnostische kenmerken zijn dan de zwarte streep tussen voorhoofd en kopschild, die bij de venglazenmaker smaller wordt aan de oogrand en bij de noordse glazenmaker even breed blijft of breder wordt. Daarnaast heeft de venglazenmaker achter elk oog een geel vlekje, dat bij de noordse glazenmaker altijd ontbreekt. De vrouwtjes zijn met zekerheid herkenbaar aan de vorm van de achterlijfsaanhangsels. Verder zijn er nog enkele kenmerken die niet in alle gevallen opgaan, maar in combinatie met andere kenmerken toch bruikbaar zijn. Zo heeft de noordse glazenmaker altijd twee scherp begrensde gele vlekken op de onderzijde van het borststuk, de venglazenmaker bijna nooit. Op de onderlip van de noordse glazenmaker staan meestal twee scherp begrensde zwarte vlekjes, terwijl die bij de venglazenmaker meestal ontbreken of vaag zijn afgetekend.
In het larvestadium wordt de noordse glazenmaker het meest verward met de venglazenmaker door overeenkomst in habitatkeuze, grootte en bouw. De larvehuidjes van de venglazenmaker zijn echter doffer; het oppervlak van het achterhoofd is ruw en de cerci zijn korter.

## Bedreigingen en bescherming
De noordse glazenmaker is nog niet beoordeeld voor de Rode Lijst van de IUCN. 
Op de Nederlandse Rode Lijst (2004) gold de soort nog als bedreigd, maar in de lijst van 2015 is de status veranderd in kwetsbaar. Op de Belgische Rode Lijst (1998) geldt de noordse glazenmaker als uitgestorven.